# Army of the Dead
Army of the Dead ist ein US-amerikanischer Zombie-Heist-Movie aus dem Jahr 2021, der am 14. Mai 2021 in den USA erschienen ist. Regie führte Zack Snyder, der zusammen mit Shay Hatten und Joby Harold auch das Drehbuch schrieb. Die Hauptrollen übernahmen Dave Bautista, Ella Purnell und Omari Hardwick. Mit Army of Thieves wurde noch im selben Jahr ein Prequel veröffentlicht.

## Handlung
Ein Militärtransporter kollidiert auf einem Highway in Nevada mit einem anderen Wagen. Dabei wird ein Container des Transporters beschädigt und die Überlebenden von einem Alpha-Zombie aus dem Container in Untote verwandelt. In Las Vegas angekommen, verwandeln sie auch die Besucher der Casinos in Zombies und verwüsten gemeinsam mit ihnen die Stadt.
Da das Militär gegen die Übermacht der Zombies keine Chance hat, wird die Stadt durch eine Mauer aus Containern umschlossen und den Untoten überlassen.
Der Restaurantbetreiber und ehemalige Soldat Scott Ward wird derweil von dem Casinobesitzer Tanaka angeheuert, dessen Casino auszurauben, bevor das Militär Las Vegas durch einen Atomschlag zerstört. Dafür stellt er ein Team zusammen. Lily kennt sich in der verseuchten Stadt aus und hat schon öfter Gruppen hineingeschmuggelt, die versucht haben die verwaisten Spielautomaten zu knacken, um aus dem Camp direkt vor den Containern heraus zu kommen. So auch Geeta, die Mutter zweier Töchter, die allerdings nicht zurückkam. Scotts Tochter Kate, die für die Weltgesundheitsorganisation arbeitet und mit ihr befreundet ist, besteht darauf die Gruppe zu begleiten, um Geeta wiederzufinden. Lily führt alle in die Stadt, wo sie zuerst Valentine treffen, einen ehemaligen Tiger von Siegfried und Roy, der nun ebenfalls untot ist. Lily weiß, dass es verschiedene Formen der Untoten gibt. So gibt es die langsamen, unintelligenten „Shambler“ und die klügeren, schnellen „Alphas“, die die Horden anführen und organisieren. Um in ihr Gebiet eindringen zu dürfen, opfert Lily Burt Cummings, der seine Position als Aufseher im Flüchtlingscamp missbrauchte, um Frauen zu vergewaltigen. Zwei Alphas holen ihn ab und bringen ihn in das Olympus-Casino – welches die Gruppe als Hauptquartier der Zombies vermutet. Dort wird er von deren Anführer „Zeus“ gebissen, aber zunächst am Leben gelassen. Auch zeigt sich, dass die weibliche Alpha-Königin die Partnerin von Zeus und augenscheinlich schwanger ist.
Die Gruppe geht zur Sicherheit durch die Gebäude statt über die offenen Straßen der Stadt, um die Alphas nicht trotz des Opfers zu provozieren. In einer Halle müssen sie an einer Horde quasi schlafender Zombies vorbei. Lily ermahnt alle, sie weder zu berühren noch ihnen in die Augen zu leuchten. Als Chambers aus Versehen mit einigen in Berührung kommt und lauten Krach verursacht, erwacht die Horde und es kommt zur ersten Auseinandersetzung der Gruppe, wobei Martin Chambers absichtlich im Stich lässt und die Tür verschließt. Als sie von den Untoten überwältigt wird, tötet ihr Freund Guzman sie und die Angreifer durch eine Explosion mit einem Schuss in den Benzintank, den sie auf dem Rücken trägt. Im Casino finden sie weitere Safepläne und weitere tote Soldaten und erkennen, dass sie nicht die ersten sind, die Tanaka losgeschickt hat. Scott startet den Stromgenerator, während Peters den Helikopter startklar macht. Vanderohe und der Safeknacker Ludwig Dieter versuchen den Tresor zu knacken, dabei bringt Vanderhohe Zombies mit in der Mikrowelle erwärmten Körperteilen dazu, die Sprengfallen vor dem Tresor auszulösen. Lily und Martin sichern die Umgebung und treffen dabei erneut auf die Königin und den zweiten Alpha, die zu Beginn Cummings entführt hatten. Lily tötet den männlichen Zombie und Martin enthauptet die Königin. Es stellt sich heraus, dass er mit Lily ausgemacht hatte, Blut der Königin zu erlangen und im Austausch für ihre Unterstützung die Flüchtlinge im Quarantänelager freizulassen. Durch die nicht abgesprochene Enthauptung der Königin ist allerdings der Waffenstillstand zwischen den zwei Gruppen dahin.
Zeus, der den Todesschrei seiner Partnerin hört und auf einem Zombiepferd den Tatort erreicht, bringt die Enthauptete in das Olympus zurück und entfernt das noch nicht lebensfähige Baby aus ihrem Bauch. Daraufhin ziehen sämtliche Zombiehorden in Richtung des Casinos mit Scotts Team. Dieses erfährt aus den Nachrichten, dass der Atomschlag vorverlegt wurde und sie nur noch knapp anderthalb Stunden Zeit haben. Ludwig Dieter schafft es trotz des Zeitdrucks den Tresor zu öffnen und es wird mit dem Verpacken des Geldes begonnen. Scott stellt fest, dass Kate sich davongeschlichen hat. Cruz gesteht ihm ihre Liebe und will ihn begleiten. In dem Moment geht die Tür auf und hereinströmende Zombies töten sie. Martin verschließt hinter sich den Ausgang und sperrt die anderen damit ein. Allerdings wird er von Valentine brutal zerfleischt. Die anderen versuchen den Ausgang zu öffnen und dabei die Zombiehorden abzuwehren. Ludwig Dieter rettet Vanderohe vor Zeus, indem er ihn im Tresor einsperrt, fällt dem Anführer aber selbst zum Opfer. Auch Mikey Guzman stirbt auf der Flucht, kann aber durch eine Explosion noch etliche der Verfolger töten. Die übriggebliebenen Scott und Lily erreichen nur wenige Momente vor Zeus den Helikopter, den Peters gerade rechtzeitig zum Laufen bekommen hat. Lily hält Zeus mit dem lebenden Kopf der Zombiekönigin in Schach, während Scott und Peters abfliegen. Zeus spießt Lily mit einer Lanze auf, woraufhin sie den Kopf der Königin vom Gebäude wirft, wo er am Boden zerschellt.
Kate ist inzwischen im leeren Zombie-Hauptquartier angekommen und findet Geeta und deren Freundin Sadie. Es taucht allerdings der zum Alpha verwandelte Burt Cummings auf, tötet Sadie und wird daraufhin von Kate mit einem Kopfschuss getötet. Scott und Zeus erreichen zeitgleich das Gebäude. Kate, Geeta und Scott erreichen das Dach, doch Peters scheint schon abgeflogen zu sein, da es nur noch wenige Minuten bis zum Bombeneinschlag sind. Sie kehrt im letzten Moment aber zurück und nimmt die drei auf. Zeus erreicht das Dach und stürzt sich mit einem Sprung ebenfalls in den Helikopter. Durch den folgenden Kampf schafft es Peters gerade so, den Helikopter über den Schutzwall der Stadt zu bringen. Scott wird gebissen, kann aber Zeus mit einem Kopfschuss töten. Im Hintergrund erreicht die Bombe die Stadt und zerstört diese. Durch die Druckwelle wird der Helikopter zum Absturz gebracht und ein abgebrochenes Rotorblatt tötet Peters. Kate sieht sich gezwungen ihren Vater zu töten, der sich nach dem Biss selbst in einen Zombie verwandelt. Was mit Geeta passiert ist, ist unklar.
In den Bombentrümmern der Stadt taucht Vanderohe auf, der den Angriff im Tresor überlebt hat. Als einziger kann er tatsächlich Geld aus dem Tresor retten. Er bricht zu Fuß auf, fährt mit einem gefundenen Auto nach Utah und mietet dort einen Privatjet. Auf dem Flug stellt er auf der Toilette fest, dass er gebissen wurde. In dem Moment kündigt der Pilot den Landeanflug auf Mexiko-Stadt an.

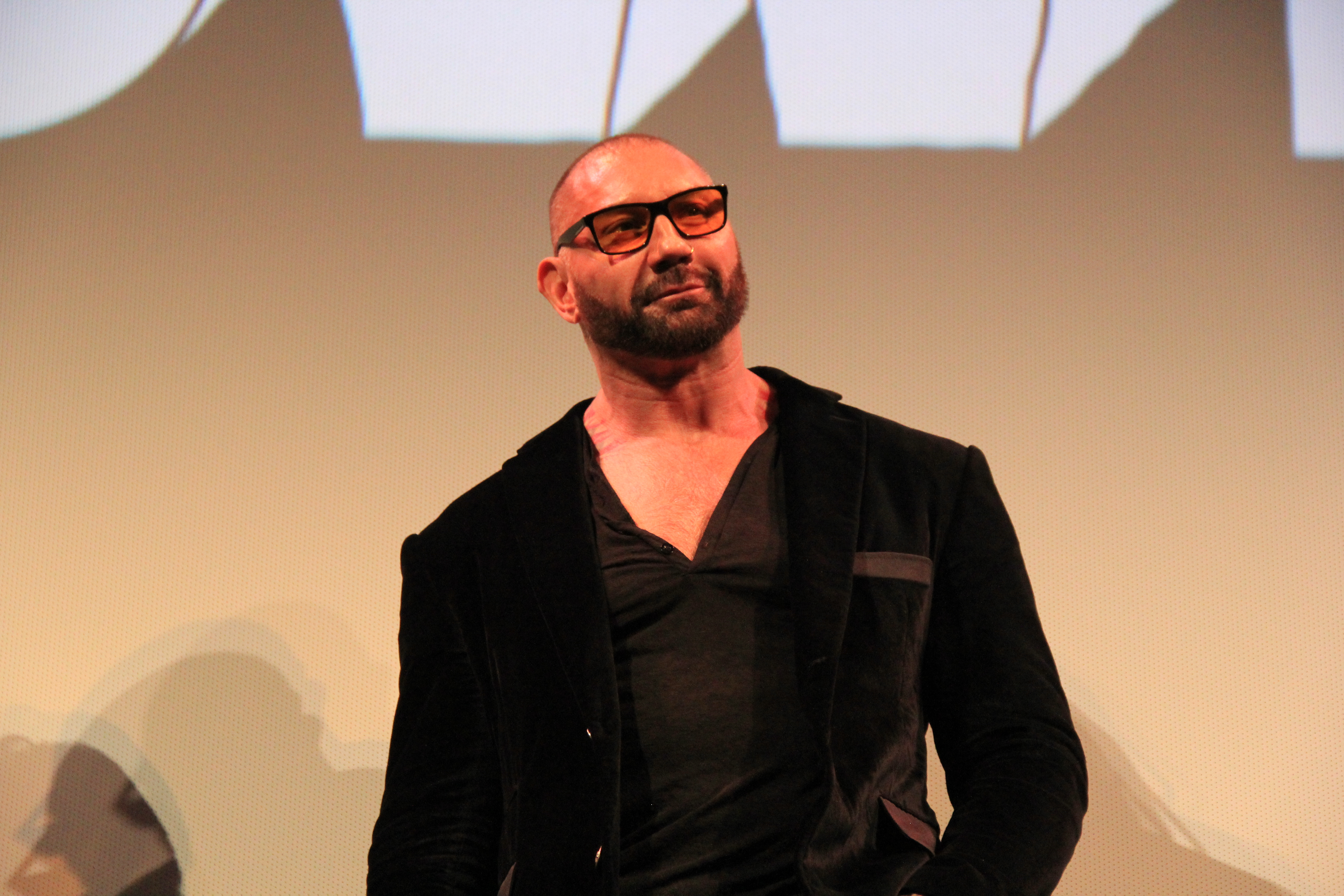
Dave Bautista 2019

## Produktion
Die Dreharbeiten begannen am 15. März 2019 und fanden in Las Vegas und Albuquerque statt. Auch im Atlantic Club Casino Hotel in Atlantic City, das seit 2014 geschlossen ist, wurde gedreht. Im März 2021 bestätigte Snyder, dass die Arbeit an dem Film abgeschlossen sei.
Der Film wurde von Universal Studios und Warner Bros. Entertainment schon im März 2007 angekündigt, Matthijs van Heijningen Jr. wurde damals als Regisseur verpflichtet.
Nach den Dreharbeiten wurden Vorwürfe gegen Komiker Chris D’Elia wegen sexueller Belästigung von jungen Mädchen erhoben. Seine Rolle als Helikopterpilot Peters wurde daraufhin durch Tig Notaro ersetzt. Da der Film abgedreht war, spielte sie die Szenen alleine vor einem Greenscreen nach und wurde nachträglich digital eingefügt.

## Synchronisation
Die deutschsprachige Synchronisation entsteht bei der FFS Film- & Fernseh-Synchron GmbH in Berlin nach einem Dialogbuch von Wanja Gerick, wobei Ozan Ünal für die Dialogregie verantwortlich ist.
| Rollenname      | Schauspieler          | Synchronsprecher      |
| --------------- | --------------------- | --------------------- |
| Scott Ward      | Dave Bautista         | Tilo Schmitz          |
| Kate Ward       | Ella Purnell          | Ronja Peters          |
| Vanderohe       | Omari Hardwick        | Torben Liebrecht      |
| Maria Cruz      | Ana de la Reguera     | Friederike Walke      |
| Burt Cummings   | Theo Rossi            | Marcel Collé          |
| Ludwig Dieter   | Matthias Schweighöfer | Matthias Schweighöfer |
| Lilly           | Nora Arnezeder        | Berenice Weichert     |
| Bly Tanaka      | Hiroyuki Sanada       | Marcus Off            |
| Martin          | Garret Dillahunt      | Olaf Reichmann        |
| Marianne Peters | Tig Notaro            | Vera Teltz            |
| Mikey Guzman    | Raúl Castillo         | Tim Sander            |
| Geeta           | Huma Qureshi          | Magdalena Turba       |
| Chambers        | Samantha Win          | Rubina Nath           |

## Veröffentlichung
Der Film erschien am 14. Mai 2021 in den USA und wurde am 21. Mai in das Angebot von Netflix aufgenommen.

## Rezeption
Bei Rotten Tomatoes bekam der Film eine Zustimmungsrate von 68 Prozent, basierend auf 246 Kritiken. Bei Metacritic erreichte der Film bislang eine Punktzahl von 57/100 basierend auf 43 Kritiken.
Brian Tallerico von RobertEbert.com gibt dem Film zweieinhalb von vier Sternen und meint unter anderem: „Ein unvergesslicher Zombie-Tiger, eine seltsame Art von Untoten-König-/Königin-Dynamik, die die Handlung prägt, eine großartige Sequenz, in der Hirnfresser eingesetzt werden, um Sprengfallen auszulösen, das sind die lustigen, cleveren Momente, die Army of the Dead am Leben erhalten.“

## Soundtrack
Der Soundtrack von Tom Holkenborg wurde am 21. Mai 2021 veröffentlicht.
1. Viva Las Vegas – Richard Cheese & Allison Crowe (5:55)
2. Scott and Kate Part 1 (5:24)
3. Scott and Kate Part 2 (2:49)
4. Scott and Kate Part 3 (4:42)
5. Toten Hosen (3:56)
6. Swimming Pool (1:05)
7. Not Here (1:50)
8. 3 Flares (4:42)
9. Battle Hallway Part 1 (4:00)
10. Battle Hallway Part 2 (6:41)
11. Zeus and Athena Part 1 (3:17)
12. Zeus and Athena Part 2 (4:14)